# Kostas Nestoridis
Kostas Nestoridis (Drama, 15 de março de 1930 – 12 de dezembro de 2023) foi um futebolista e treinador grego.

## Carreira
Nestoridis, começou no Panionios, porém, marcou época no AEK Atenas, com o qual conquistou o campeonato nacional em 1963. Também teve passagem pelo futebol australiano, encerrando a carreira no Byzas FC de Megara.

## Morte
Nestoridis morreu em 12 de dezembro de 2023, aos 93 anos.